# Piptolepis buxoides
Piptolepis buxoides là một loài thực vật có hoa trong họ Cúc. Loài này được (Less.) Sch.Bip. miêu tả khoa học đầu tiên năm 1863.